# Сандагийн Бямбацогт
Сандагийн Бямбацогт (монг. Сандагийн Бямбацогт; 14 сентября 1974, аймак Ховд, Монголия) — монгольский политик, государственный деятель, экономист, юрист.

## Биография
В 1992 году окончил среднюю школу. В 1997—1999 годах обучался в Финансово-экономическом институте (Улан-Батор, Монголия) по специальности экономист и управление бизнесом.
В 2002—2005 годах продолжил учёбу в Маастрихтском университете в Нидерландах. В 2009—2016 годах изучал право на юридическом факультете Монгольского госуниверситета.
В 1998—2000 годах — генеральный директор компании «Ховдин Хаус». В 2005 году стал начальником управления министерства промышленности и торговли Монголии.
В 2000—2006 годах — директор компании «Новый Прогресс».
В 2006—2008 годах — председатель Совета директоров группы «Новый Прогресс».
В 2008 году — президент группы «Новый прогресс».
Член Монгольской народной партии.
С 2012 по 2016 год был депутатом Великого государственного хурала Монголии. В 2012 году Великий государственный Хурал обсудил «Закон о координации иностранных инвестиций», представленный Сандагийном Бямбацогтом. С 2013 по 2016 год возглавлял группу Монгольской народной партии в Великом Хурале Монголии.
В 2016 году был переизбран членом Великого государственного хурала. В 2016—2017 годах был членом правительства Монголии, министром юстиции и внутренних дел Монголии.
В 2019—2020 годах — председатель Постоянной комиссии по государственному развитию Национального собрания Монголии.
Занимал пост министра министр развития дорог и транспорта Монголии (2022).

## Награды
- Орден Полярной звезды (Монголия) (2008)
- орден Трудового Красного Знамени (Монголия) (2014)
- медаль к 80-летию Народной революции (2001)
- медаль «Золотая звезда» Монгольского национального олимпийского комитета (2005)
- Почётная медаль к 800-летию образования Великой Монголии (2006)
- медаль к 90-летию Народной революции (2011)
- медали Монголии